# Athamas guineensis
Athamas guineensis là một loài nhện trong họ Salticidae.
Loài này thuộc chi Athamas. Athamas guineensis được Jendrzejewska miêu tả năm 1995.